# Abeking & Rasmussen

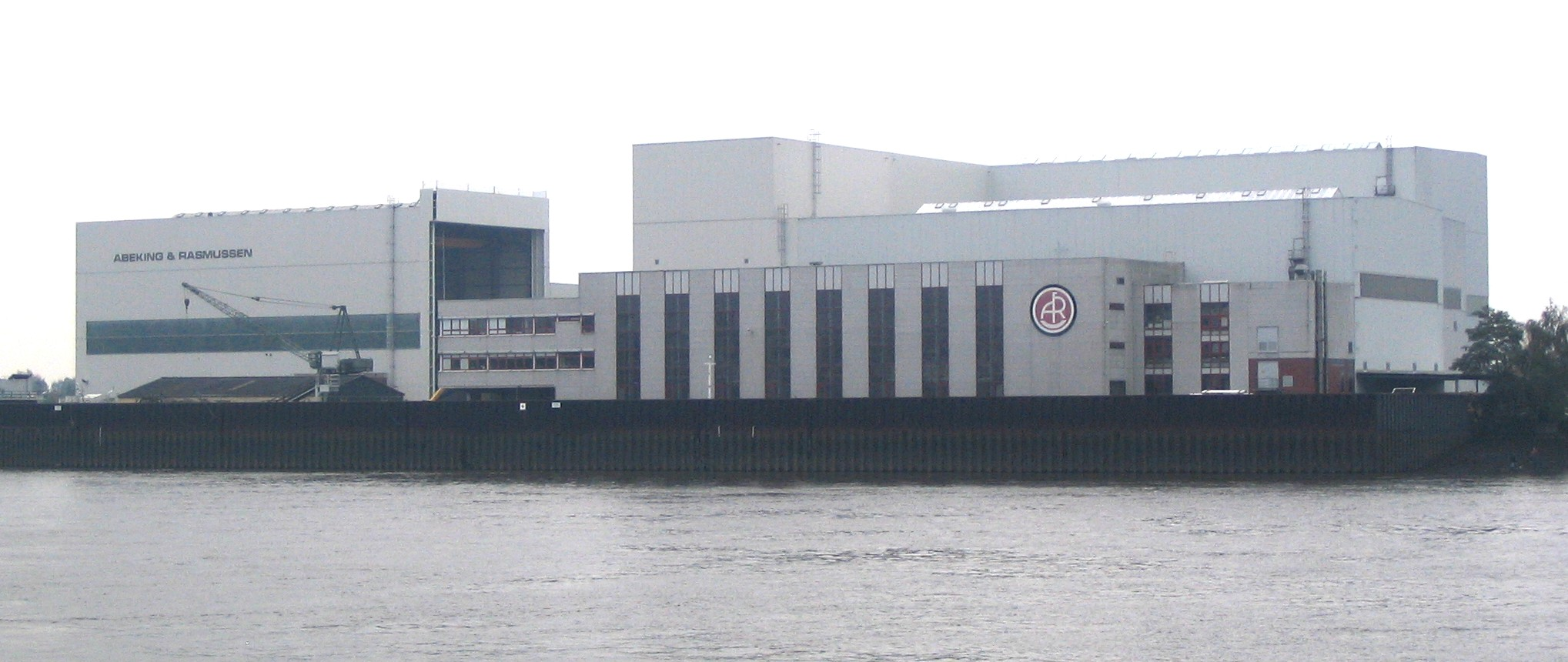
Die Werft „Abeking und Rasmussen“ in Lemwerder, von Vegesack aus gesehen

Abeking & Rasmussen Schiffs- und Yachtwerft SE (A&R) ist eine Werft in Lemwerder bei Bremen im Bundesland Niedersachsen.

## Gründung in Lemwerder (1907)
Das Unternehmen wurde 1907 von Henry Rasmussen (1877–1959) und Georg Abeking (1881–1970) gegründet. Georg Abeking schied zu Beginn der 1920er Jahre aus der Firma aus und 1925 wurde der ehemalige Konteradmiral Edmund Schulz Teilhaber der Werft. Nachdem Schulz 1931 aber wieder ausgeschieden war, blieb Rasmussen dann Alleineigentümer der Werft. Henry Rasmussen vererbte seinem Enkel Hermann Schaedla (1934–2011) die Werft. 1987 trat dessen Sohn Hans Schaedla in die Firma ein. Seit dem 22. Juni 2009 ist Abeking & Rasmussen eine nicht-börsennotierte Aktiengesellschaft.

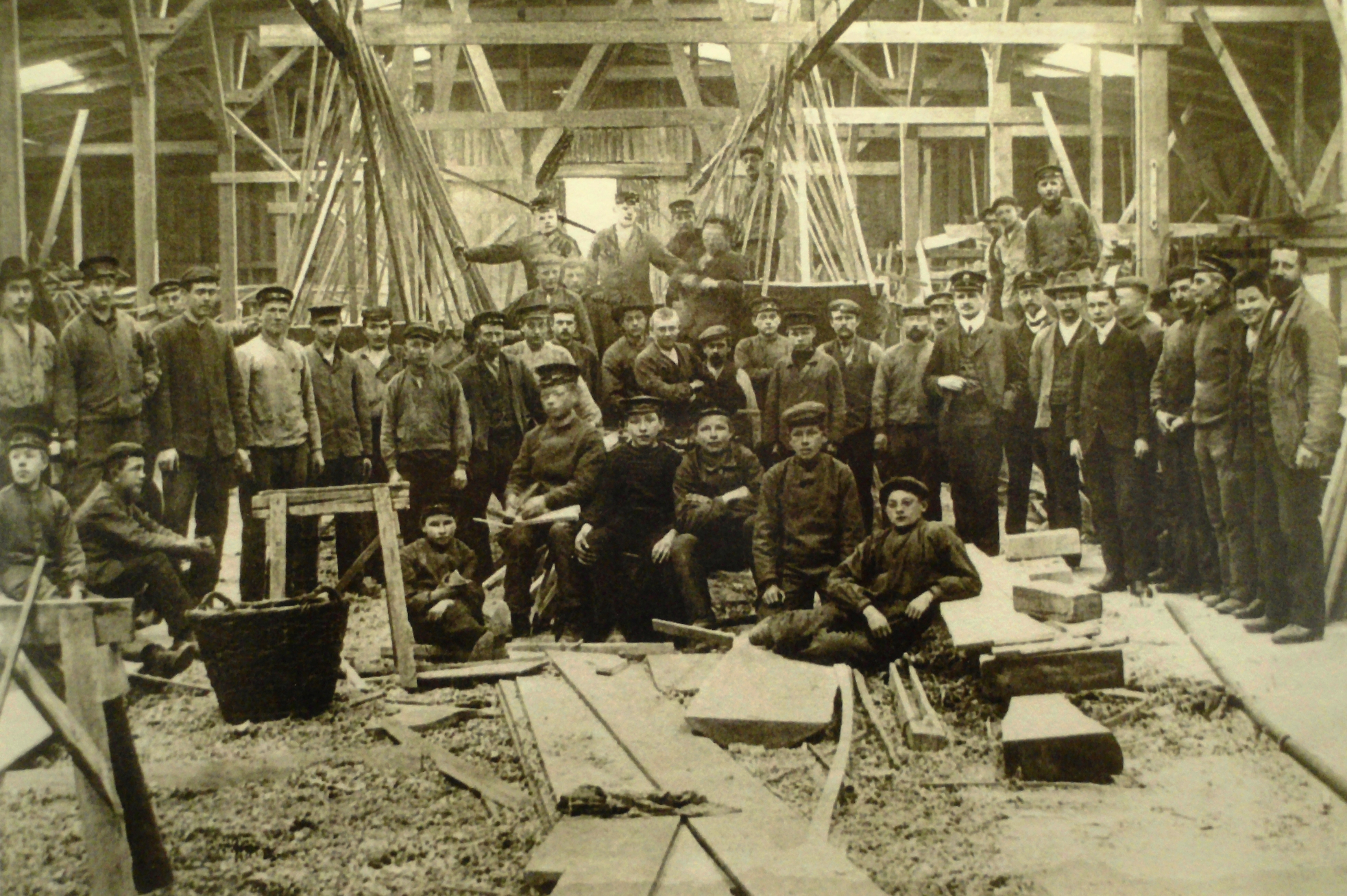
1909, Belegschaft von der Werft „Abeking und Rasmussen“

Das veröffentlichte Baunummernbuch verzeichnet für den Zeitraum von 1907 bis 2022 genau 6514 Aufträge, von denen etwa 40 nicht ausgeführt wurden.
Besonders bekannt geworden sind die von Henry Rasmussen in den 20er-Jahren entworfenen Hansa-Jollen, von denen 1948 bis 1969 224 ausgeliefert wurden.
Heutzutage werden große Segel- und Motoryachten (v. a. Megayachten) und andere Schiffstypen wie Lotsenboote, Minensuchboote, Mehrzweckschiffe oder Seenotrettungskreuzer bis zu einer Länge von 130 m gebaut. Dies zumeist auf Individualbestellung, teils auch in besonderen Werkstoffen wie Aluminium oder antimagnetischem Stahl.

## Marineschiffbau (1909)

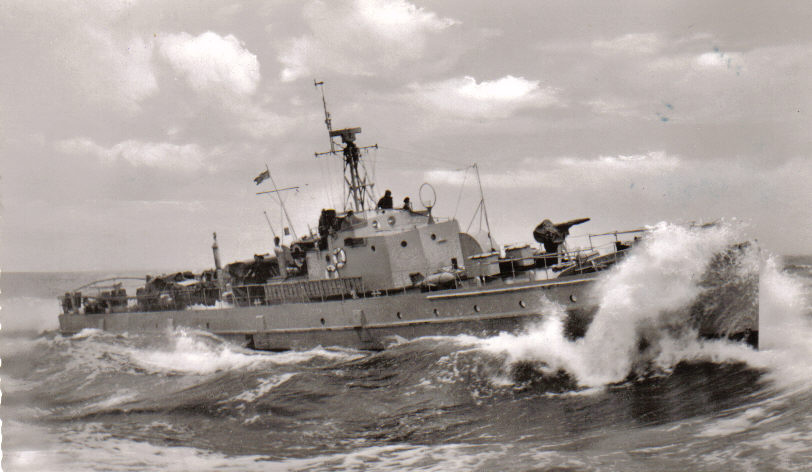
R-Boot der 125-t-Klasse

An die Kaiserliche Werft Wilhelmshaven wurde 1909 ein 4-m-Boot abgeliefert, Beginn einer Zusammenarbeit mit der Kaiserlichen Marine, die zum Bau verschiedenster Marinefahrzeuge führte. Neben Torpedofangbooten gehörten besonders Minenabwehrboote (Minensuchboote M-Boote) und die U-Boot-Zerstörer (1916) zu den anspruchsvollen Aufträgen. Nach dem Ersten Weltkrieg entwickelte und fertigte A&R den deutschen Typ des Minenräumbootes. Bis 1945 wurden Schnellboote und 28 Räumboote (R-Boote) abgeliefert. Dabei wurden 1938 erstmals Voith-Schneider-Propeller eingesetzt.

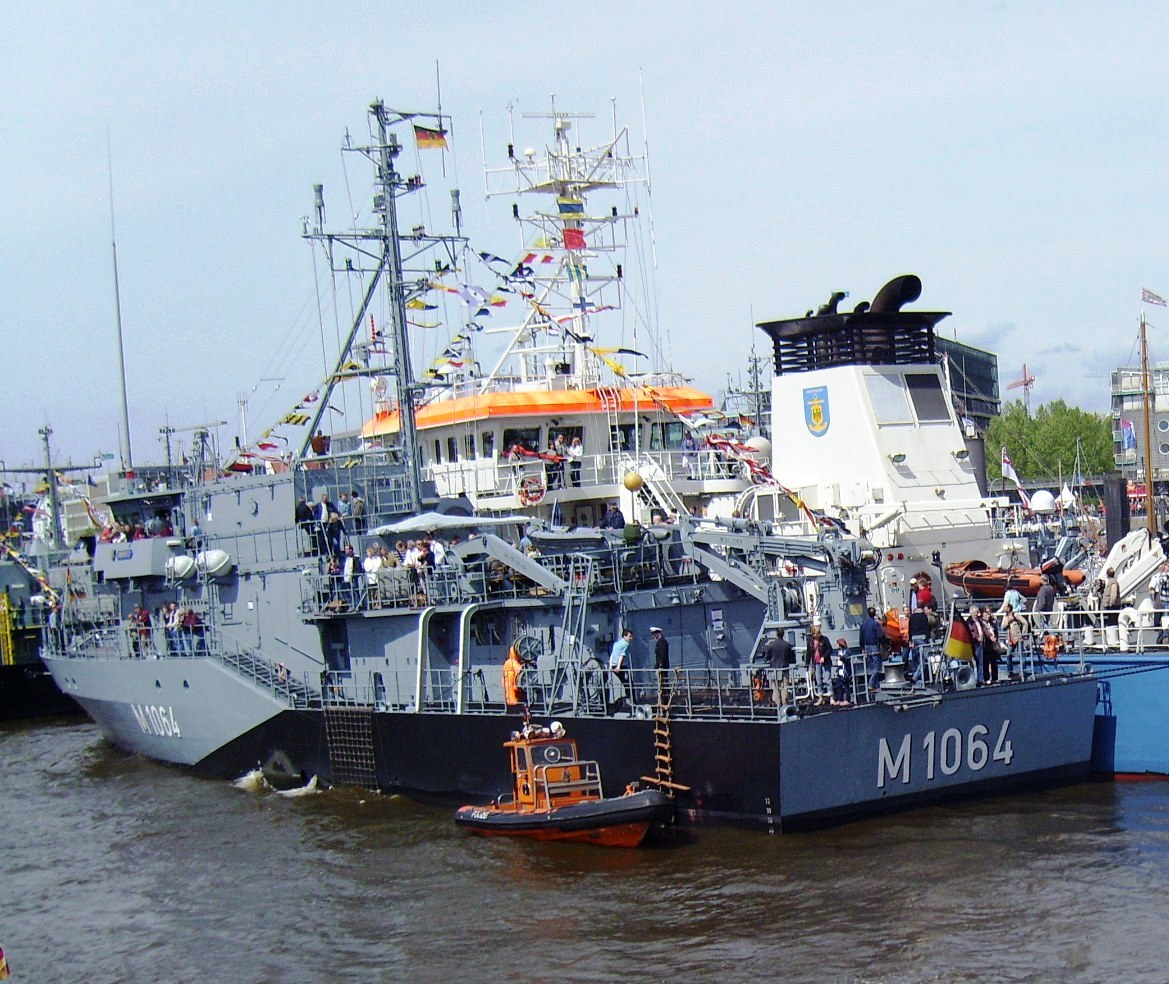
Minenjagdboot der Frankenthal-Klasse

Patrouillenboote, Schnellboote und Minensuchboote gehörten auch nach dem Zweiten Weltkrieg zum Bauprogramm der Werft. Zündsystemkombinationen in den Minen erforderten die Entwicklung moderner Minenjagdsysteme mit ferngelenkten unbemannten Hohlstabfernräumgeräten vom Typ Seehund. Die Minensuchboote aus der Frankenthal-Klasse (Klasse 332) mit einer Verdrängung von rund 600 t sind die größten der Bundesmarine. Es waren die weltweit ersten Überwasserschiffe aus nichtmagnetisierbarem Stahl. Bei Minensuchbooten ist A&R heute Weltmarktführer.

## Konstruktion und Bau von Swath-Schiffen (1995)
Bei den Schiffen in Swath-Bauart (Small Waterplane Area Twin Hull) hat A&R weltweit eine Spitzenstellung mit seinen Rumpfkonzept SWATH@A&R erreicht. Die Schiffe werden seit 1995 entwickelt, konstruiert und gebaut. Als erste Swath-Schiffe wurden die Lotsentender Döse und Duhnen 1999 abgeliefert. Die Vorteile der Swath-Bauart kommen aufgrund der guten Seeeigenschaften den Lotsenbooten, sowohl den Versetzbooten und besonders den Stationsschiffen wie der 2009 gebauten Elbe zugute.
Im April 2010 wurde die Natalia Bekker getauft, ein Windpark-Boarding-Tender, der für den Personaltransfer zu den derzeit entstehenden Windparks in der Nord- und Ostsee eingesetzt wird.

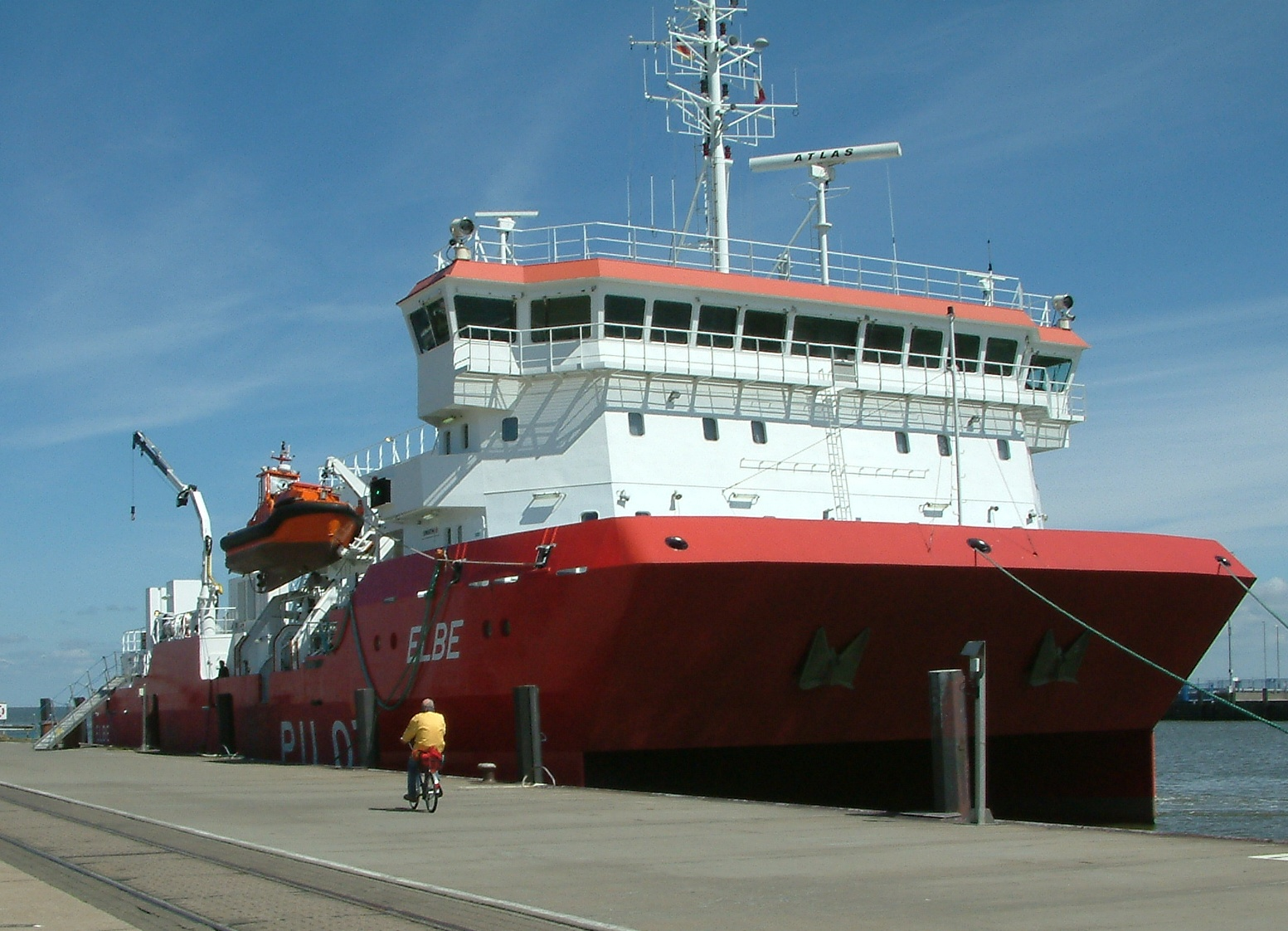
Stationsschiff Elbe (I) in Cuxhaven
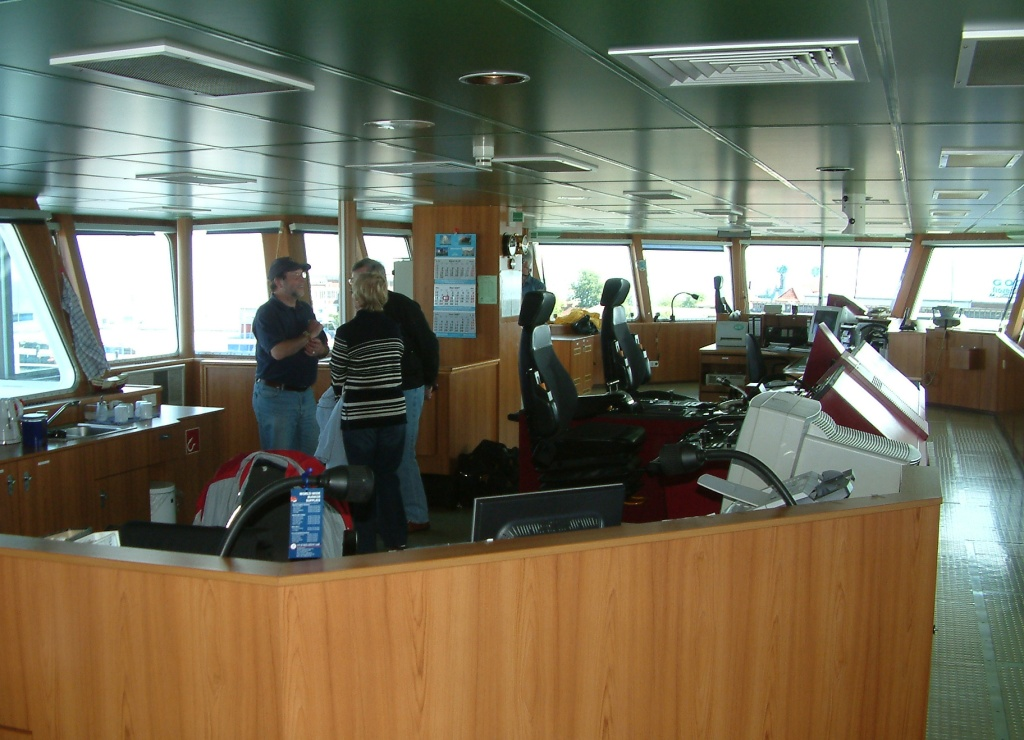
Rundumbrücke auf der Elbe (I)
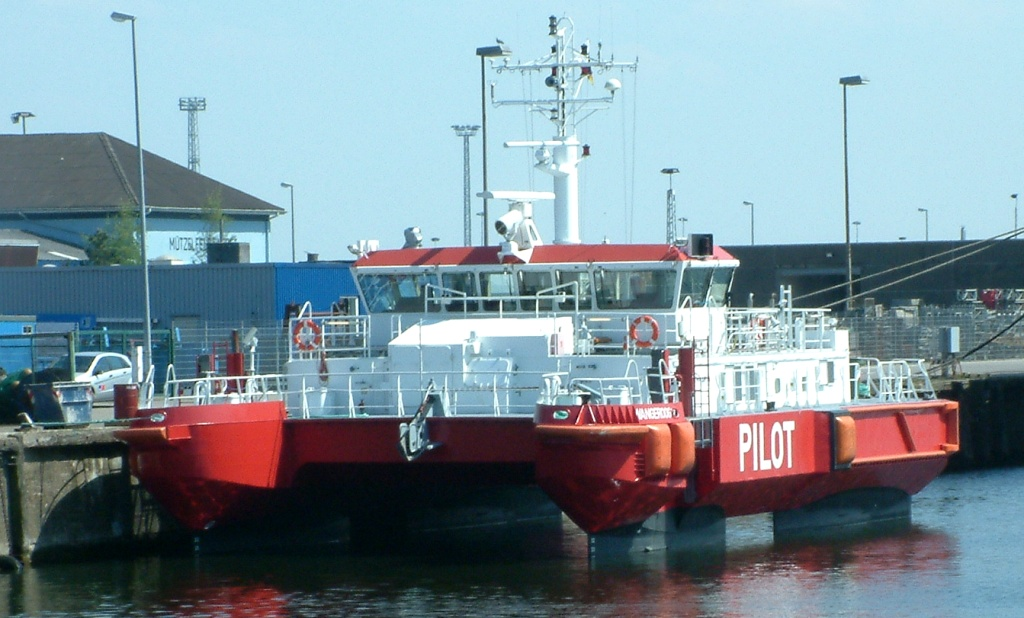
Lotsenversetzboot Wangeroog
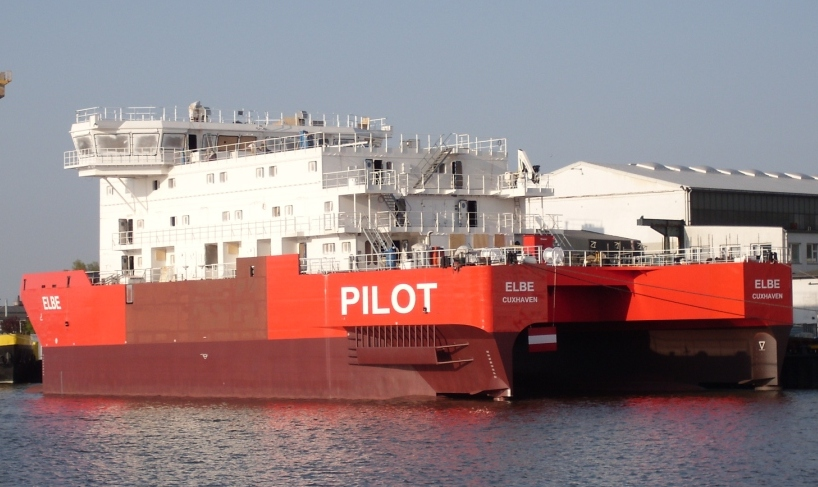
Neubau Stationsschiff Elbe (II) in der Ausrüstung
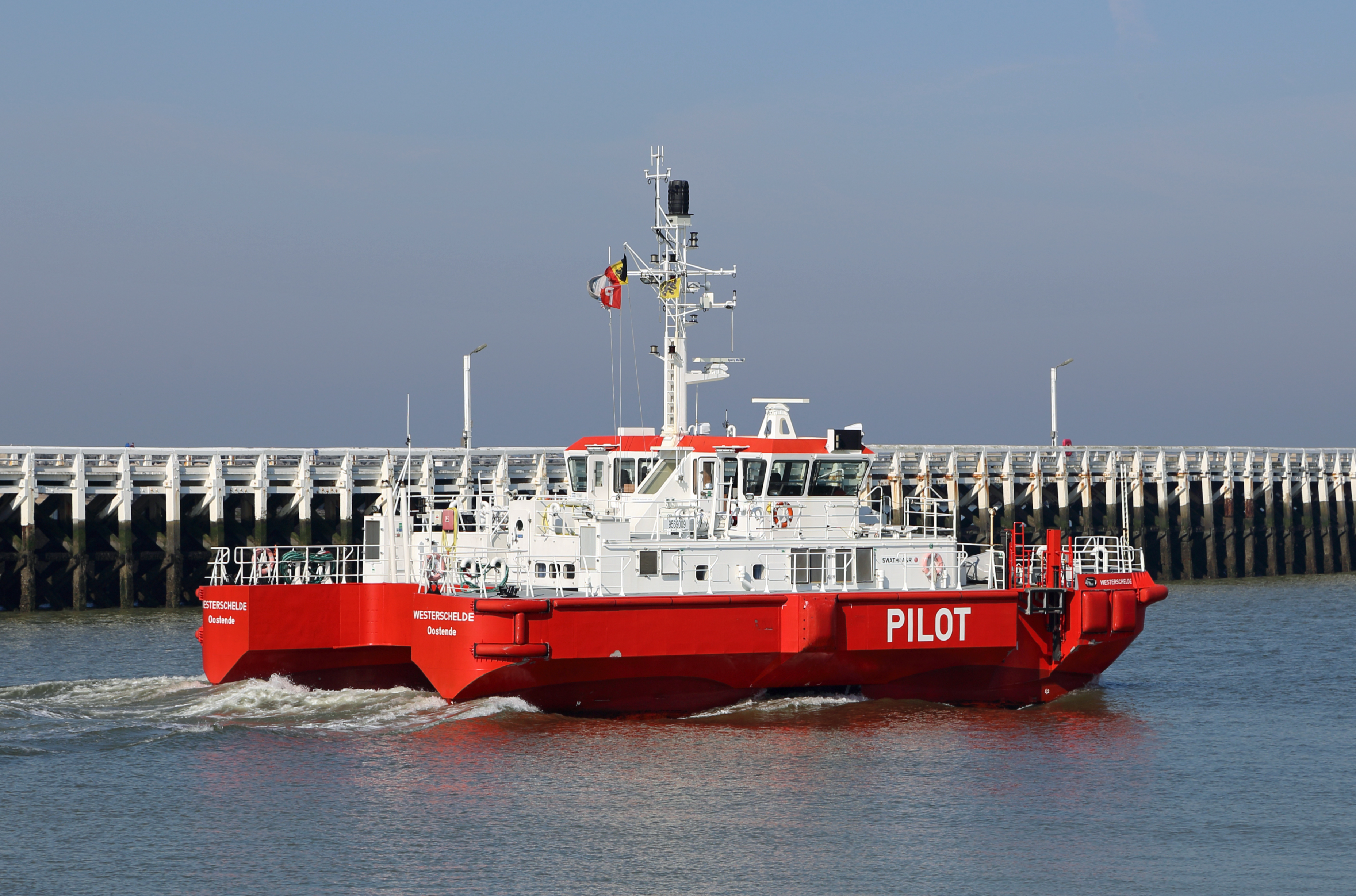
Belgisches Lotsenboot Westerschelde
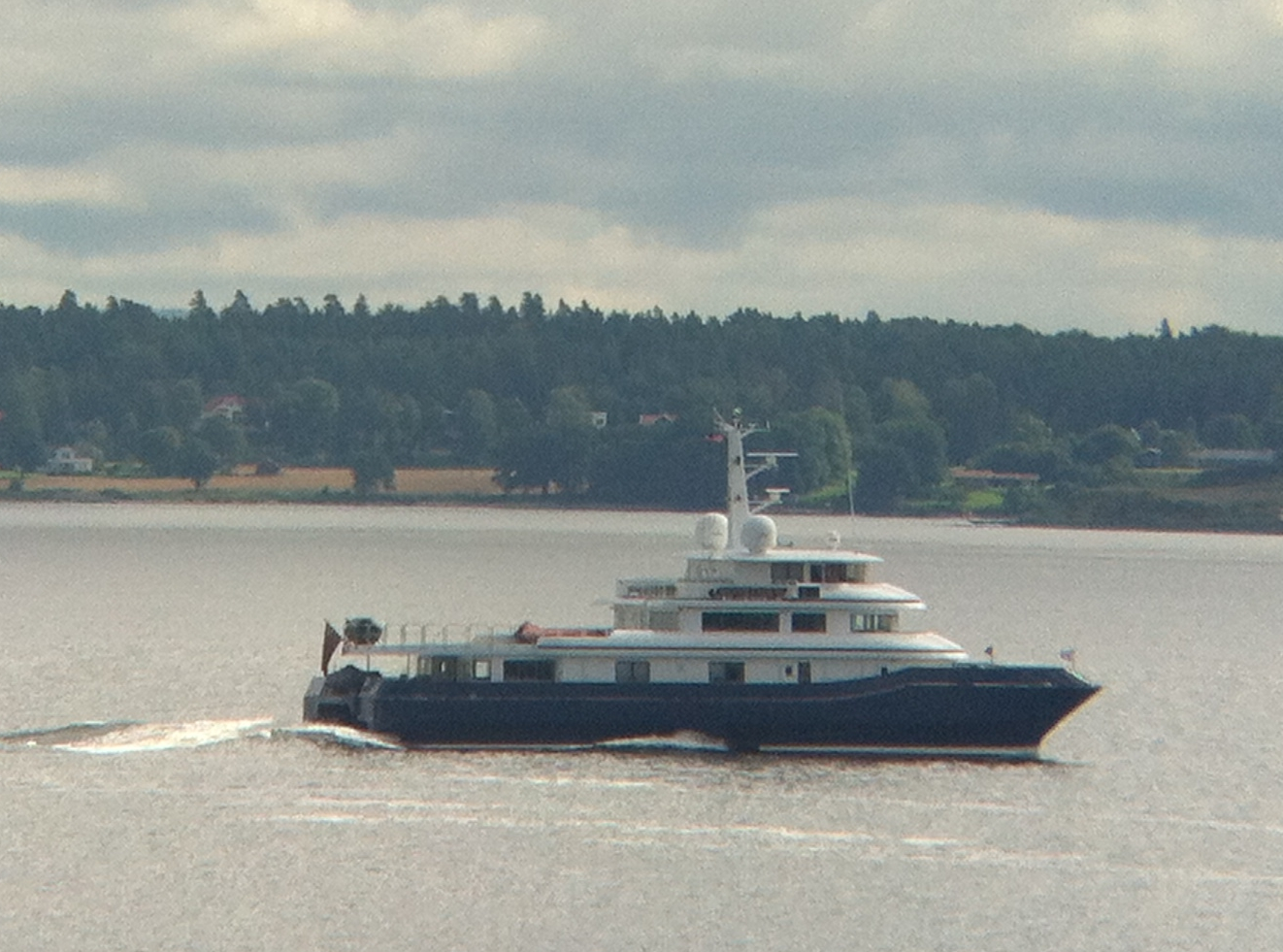
SWATH-Yacht Silver Cloud

## Abeking & Rasmussen Rotec GmbH (1990/1993)
Die 1990 gegründete Abeking & Rasmussen Faserverbundtechnik GmbH war eine 100-prozentige Tochterfirma. Sie wurde 1993 in Abeking & Rasmussen Rotec GmbH & Co. KG umbenannt und entwickelt, konstruiert und fertigt Rotorblätter für Windenergieanlagen, eine Spezialproduktion mit Wurzeln in der Militärtechnik mit Kunststoffprodukten. Im August 2008 hat die SGL-Group die Mehrheit von 51 % an der Abeking & Rasmussen Rotec GmbH & Co. KG übernommen. Nach Übernahme der restlichen Anteile verkaufte SGL die Firma 2013 an einen strategischen Investor. Seit 2014 firmierte die Firma unter dem Namen Carbon Rotec. Nachdem der Großkunde Nordex seine Lieferverträge 2017 nicht verlängert hatte, musste Insolvenz angemeldet werden. Die Firma stellte zum 1. Januar 2018 den Geschäftsbetrieb ein.

## Bekannte Schiffe, Boote und Yachten

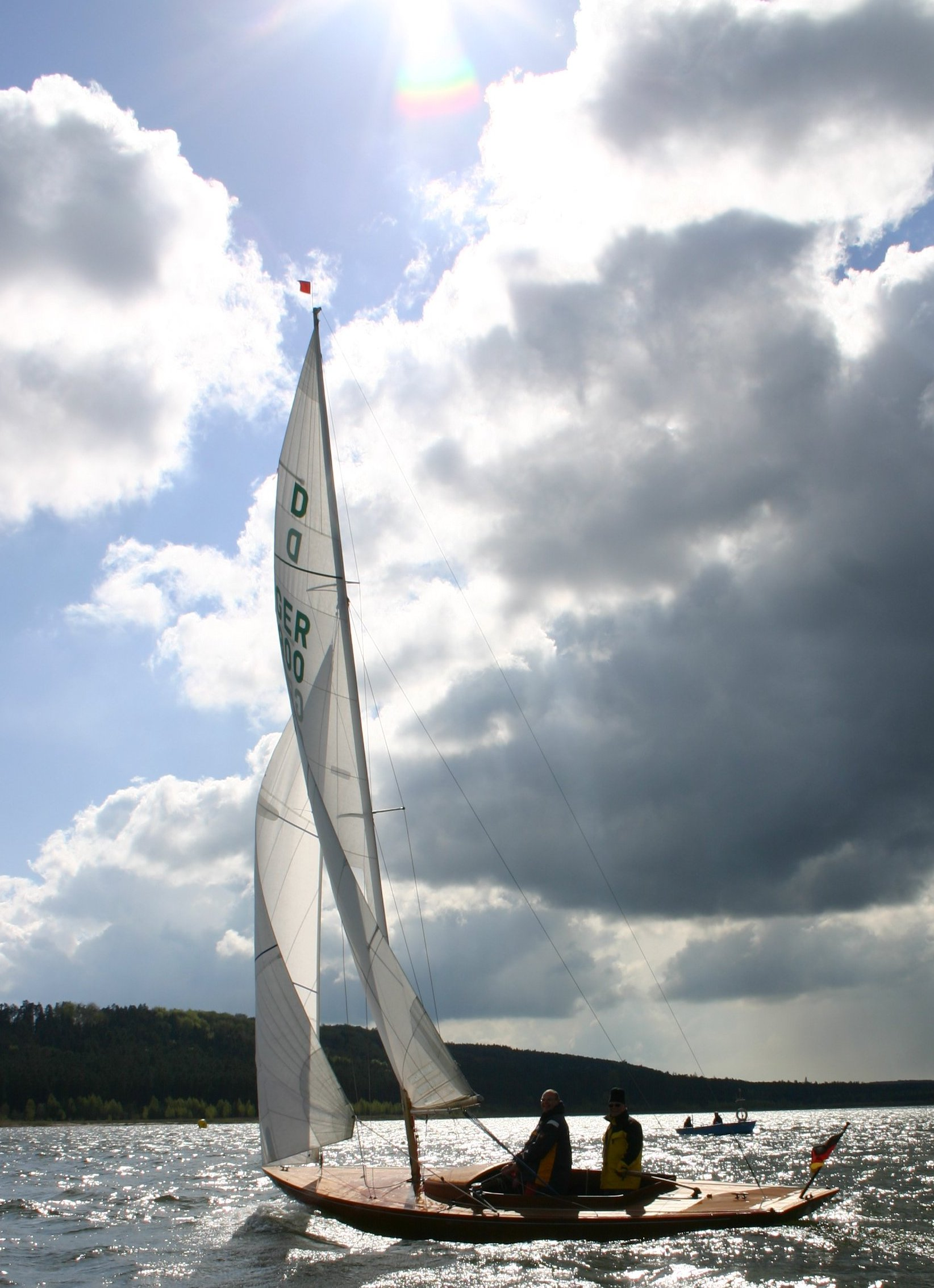
Holzdrachen von Abeking & Rasmussen (Baujahr 1954) auf dem Großen Brombachsee

- Germania II, 1934, 8mR-Yacht, Baunr. 2856
- Germania III, 1935, 8mR-Yacht, Baunr. 2974, Bronzemedaille Olympische Sommerspiele Kiel 1936
- Daniel Denker, 1936, 15m Motorrettungsboot, erstes aus Teakholz, Baunr. 2975
- AR, 125-m² Seefahrtskreuzer, 1936, erster Eigner: Henry Rasmussen, Baunr. 2976
- Anita, 1939, 12mR Segelyacht, Baunr. 3241
- Sphinx, 1939, 12mR-Yacht, Baunr. 3312
- Germania IV, 1939, 8mR-Yacht, Baunr. 3340
- Hera, 1951, 8KR-Yawl, Baunr. 4688, Privatyacht von Henry Rasmussen
- Germania V, 1955, 13 KR-Yacht, Baunr. 5025
- Schütze-Klasse, 1958–1963, Minensuchboote
- Germania VI, 1963, 16 KR-Yacht, erste ganzgeschweißte Aluminium-Yacht der Welt, Baunr. 5895
- Georg Breusing, Seenotrettungskreuzer, 26,6 m, Baunr. 5870
- Adolph Bermpohl, Seenotrettungskreuzer, 26,6 m, Baunr. 6170
- H.-J. Kratschke, Seenotrettungskreuzer, 18,9 m, Baunr. 6313
- G. Kuchenbecker, Seenotrettungskreuzer, 18,9 m, Baunr. 6314
- Kalamoun, Motoryacht für Karim Aga Khan IV., 1972 schnellste dieselgetriebene Yacht der Welt, Baunr. 6350
- Minden, Seenotkreuzer, 23,3 m, Baunr. 6396
- Vormann Leiss, Seenotrettungskreuzer, 23,3 m, Baunr. 6398
- Extrabeat, 35 m Performance-Sloop für Giovanni Agnelli, 1988, Baunr. 6405
- Frankenthal-Klasse, 1990–1997, Minensuchboote
- Hetairos, 42 m Mahagoni-Ketch, 1992, Baunr. 6407
- Alithia, 39 m Performance-Sloop, 2002, Baunr. 6456
- Eminence, 79 m Yacht, 2008, Baunr. 6478
- Silver Cloud, 40,5 m SWATH-Yacht, 2008, Baunr. 6480
- Natalia Bekker, 25 m Windpark-Tender, 2010[8]
- Explorer, 20,5 m Lotsentender, 2013, Baunr. 6496, einziger Bau nach dem SWASH@A&R-Konzept
- Aviva, 98,4 m Megayacht, 2017 – größte Yacht der Unternehmensgeschichte[9]
- Excellence, Megayacht, 2019, Baunr. 6505
- Scharhörn-Klasse, Serie von drei Mehrzweckschiffen für die Wasserstraßen- und Schifffahrtsverwaltung des Bundes